# Heliophanus aethiopicus
Heliophanus aethiopicus är en spindelart som beskrevs av Wesolowska 2003. Heliophanus aethiopicus ingår i släktet Heliophanus och familjen hoppspindlar. Inga underarter finns listade i Catalogue of Life.